# Џон Констабл
Џон Констабл (Ист Берголт, 11. јун 1776 — Лондон, 31. март 1837) је био британски сликар.

## Биографија
Рођен је у Ист Берголту (East Bergholt), селу крај реке Стур у Сафоку, Енглеска. Отац му је био богати трговац и Констабл је радио са њим после завршетка школе. Међутим, ускоро је увидео да није за тај посао и па је отишао на студије у Лондон. Прву своју слику изложио је 1802.
Констабл је познат по пејзажима, иако је за живота продао само 20 слика и није био изабран за члана Краљевске академије све до 52. године живота.
Године 1816. жени се Маријом Бикнел (чији отац је нерадо одобрио брак, сматрајући Констабла недостојним за његову ћерку) с којом је имао седморо деце. Марија је умрла од туберкулозе 1829. 